# Grafton to Inverell Classic
La Grafton to Inverell Classic est une course cycliste australienne disputée au mois de mai entre Grafton et Inverell, en Nouvelle-Galles du Sud. Créée en 1961, il s'agit de l'une des compétitions cyclistes les plus difficiles du pays,. Elle fait partie du National Road Series. 
Au cours des années 1980, le Grafton to Inverell devient une épreuve internationale. Ouverte aux coureurs de toute l'Europe, elle faisait notamment office de préparation pour la Commonwealth Bank Classic. Les Australiens Jamie Drew (1997 et 1999) et Sean Lake (2014 et 2015) s'y sont imposés à deux reprises.

## Palmarès
| Année | Vainqueur             | Deuxième            | Troisième             |
| ----- | --------------------- | ------------------- | --------------------- |
| 1961  | Alan Grindal (en)     | G. Garden           | T. Tolley             |
| 1962  | Phil Chapman          | G. Brown            | F. Fransen            |
| 1963  | Norman Burnell        | H. Summers          | C. Kruf               |
| 1964  | John Ferranda         | N. McDonough        | K. Long               |
| 1965  | Leon Cook             | R. Barron           | Terry Moore           |
| 1966  | Max Redman            | B. Johnson          | P. Markham            |
| 1967  | Donald Wilson (en)    | Kevin Brindle       | D. Garrett            |
| 1968  | Kevin Morgan (en)     | D. Browne           | T. Savimaki           |
| 1969  | Bruce Ryalls          | P. Littlejohn       | D. Thompson           |
| 1970  | Don Strahley          | Ted Wixen           | Terry Moore           |
| 1971  | Ross Bush             | R. Davis            | M. Kautto             |
| 1972  | Kevin Brindle         | M. Kautto           | K. Bartlett           |
| 1973  | Vince Breen           | P. Brown            | L. Roe                |
| 1974  | Brian Ferris          | R. Bates            | K. Bartlett           |
| 1975  | Bob Hines             | T. Parks            | M. Glindeman          |
| 1976  | Remo Sansonetti (en)  | Alan Spokes         | Greg Parkes           |
| 1977  | Robert Glindeman      | G. Stone            | Rick McCorkell        |
| 1978  | Ray Riper             | H. Berkery          | M. McKinnell          |
| 1979  | Graham McVilly        | Vernon Hannaray     | M. Nicholls           |
| 1980  | Wayne Hammond         | Gary Hammond        | M. Blythe             |
| 1981  | Alan Gill             | G. Oliver           | Gary Brooks           |
| 1982  | Stephen Cox (en)      | Jack Swart (en)     | Blair Stockwell (en)  |
| 1983  | Rick McCorkell        | Michael Lynch (en)  | C. Walsh              |
| 1984  | Michael Lynch (en)    | Eros Poli           | Robert Crossley       |
| 1985  | Paul Curran (en)      | Michel Ansermet     | Lars Wahlqvist        |
| 1986  | Andrew Logan          | Ian McKenzie        | Scott Sunderland      |
| 1987  | Atle Pedersen         | Thomas Dürst        | Tiziano Mancini       |
| 1988  | Gianluca Pierobon     | Barney St. George   | Rick McCorkell        |
| 1989  | Nate Reiss            | Uwe Winter (de)     | John Groom            |
| 1990  | Nigel Perry           | Glen Wilson         | David Perry           |
| 1991  | Stephen Fairless (en) | Justin Grindal      | Scott Steward (en)    |
| 1992  | Billy-Joe Shearsby    | Glen Wilson         | M. Elliott            |
| 1993  | Stephen Drake         | David Perry         | T. Jordon             |
| 1994  | Craig Saunders        | Damien Forster      | Paul Rugari           |
| 1995  | Tim Christopher       | Wayne Kestle        | Craig Saunders        |
| 1996  | Damien Forster        | Duncan Smith        | Craig Saunders        |
| 1997  | Jamie Drew            | David McKenzie      | Ben Litchfield        |
| 1998  | Benjamin Brooks (de)  | Steve Williams      | Hayden Bradbury       |
| 1999  | Jamie Drew            | Steve Williams      | Simon Gerrans         |
| 2000  | Benjamin Day          | Hank Vaassen        | Dennis Mungoven       |
| 2001  | David McKenzie        | Peter Milostic      | David Pell            |
| 2002  | Lee Godfrey           | Paul Redenbach      | Trent Wilson (de)     |
| 2003  | Non disputé           | Non disputé         | Non disputé           |
| 2004  | Peter McDonald        | Jorge Libonatti     | Richard Vollebregt    |
| 2005  | Greg Henderson        | Simon Clarke        | Matthew Lloyd         |
| 2006  | Robert McLachlan      | Chris Jongewaard    | Peter McDonald        |
| 2007  | Cameron Hughes (de)   | Robert Carter       | Patrick Shaw          |
| 2008  | David Pell            | Chris Jongewaard    | Cameron Hughes (de)   |
| 2009  | Malcolm Rudolph       | William Clarke      | Cameron Jennings (de) |
| 2010  | Nathan Earle          | Brendan Brooks      | Sam Rutherford        |
| 2011  | Mark Jamieson         | Chris Jory          | Brian McLeod          |
| 2012  | Peter Herzig          | Michael Cupitt      | Malcolm Rudolph       |
| 2013  | Jack Anderson         | Benjamin Johnson    | Nathan Elliott        |
| 2014  | Sean Lake             | Olivier Kent-Spark  | Kristian Juel         |
| 2015  | Sean Lake             | Cyrus Monk          | Tom Davison           |
| 2016  | Patrick Lane          | Nathan Elliott      | Patrick Shaw          |
| 2017  | Neil van der Ploeg    | Mathew Ross         | Ayden Toovey          |
| 2018  | Nathan Elliott        | Raphael Freienstein | Cameron Scott         |
| 2019  | William Hodges        | Dylan Sunderland    | Nicholas White        |
| 2020  | annulé                | annulé              | annulé                |
| 2021  | Rudy Porter           | Samuel Hill         | Ryan Cavanagh         |
| 2022  | Drew Morey            | Mark O'Brien        | Samuel Hill           |
| 2023  | Zac Marriage          | Max Campbell        | Rhys Robotham         |
| 2024  | Bentley Niquet-Olden  | Ben Carman          | Oliver Stenning       |
| 2025  | Tristan Saunders      | Zac Marriage        | Brendon Davids        |